# 掛川カントリークラブ
掛川カントリークラブ（かけがわカントリークラブ、英語: Kakegawa Country Club）は、日本のゴルフ場。旧名はミナミ菊川カントリークラブ（ミナミきくがわカントリークラブ、英語: MINAMI Kikugawa Country Club）を経てミオス菊川カントリークラブ（ミオスきくがわカントリークラブ、英語: MIOS Kikugawa Country Club）。
運営会社は株式会社アコーディア・ゴルフ。公益財団法人日本ゴルフ協会正会員。関東ゴルフ連盟加盟。

## 概要
静岡県掛川市に立地する。設計者は安田幸吉である。ゴルフ場としての規模は18ホール、6927ヤード、パー72である。緑豊かな山林に囲まれたホールであり、貝ヶ沢口池、貝ヶ沢奥池、尾沢池などの池に隣接している。関東ゴルフ連盟に加盟しており、日本ゴルフ協会の正会員である。

## 沿革

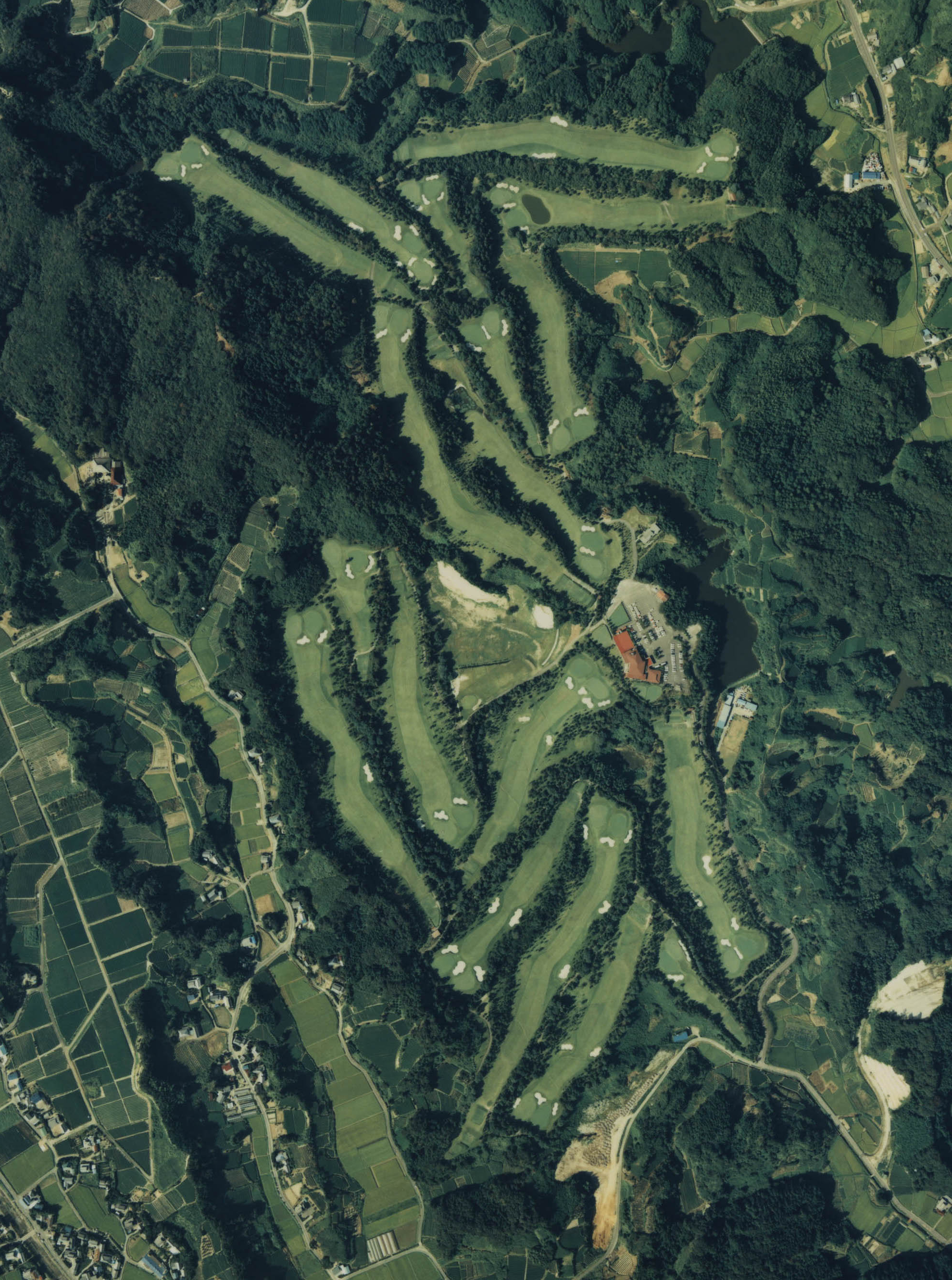
旧ミナミ菊川カントリークラブの航空写真（1988年撮影）。

1974年（昭和49年）10月10日、「ミナミ菊川カントリークラブ」として開場した。設立母体となったミナミ無線電機は、本業の家電量販店からホテルやスキー場などレジャー産業に進出しており、ミナミ菊川カントリークラブもその一環として設立された。ゴルフ場名の「ミナミ」もミナミ無線電機に因んでいる。1984年（昭和59年）には、第52回日本プロゴルフ選手権大会が開催された。
その後、設立母体がミナミ無線電機から同じく南學一族が経営している「ミオスグループ」となったことから、ミナミ菊川カントリークラブも「ミオス菊川カントリークラブ」に改称した。近隣には直営ホテル「パレスホテル掛川」を建設し、グループ会社のミオスホテルズが運営していた。その後、ミオス菊川カントリークラブは南學正英が率いるミオスにより長らく運営されてきた。しかし、2023年（令和5年）12月20日にミオスとアコーディア・ゴルフとの間で株式譲渡契約が締結され、2024年（令和6年）3月21日に引き渡されることになった。これを受け、ミオス菊川カントリークラブはアコーディア・ゴルフが運営することになった。なお、ミオス菊川カントリークラブは単体では営業黒字だったとされており、南學の後継者がいなかったことが理由と指摘された。
2024年（令和6年）4月9日に「掛川カントリークラブ」に改称された。

## 名称

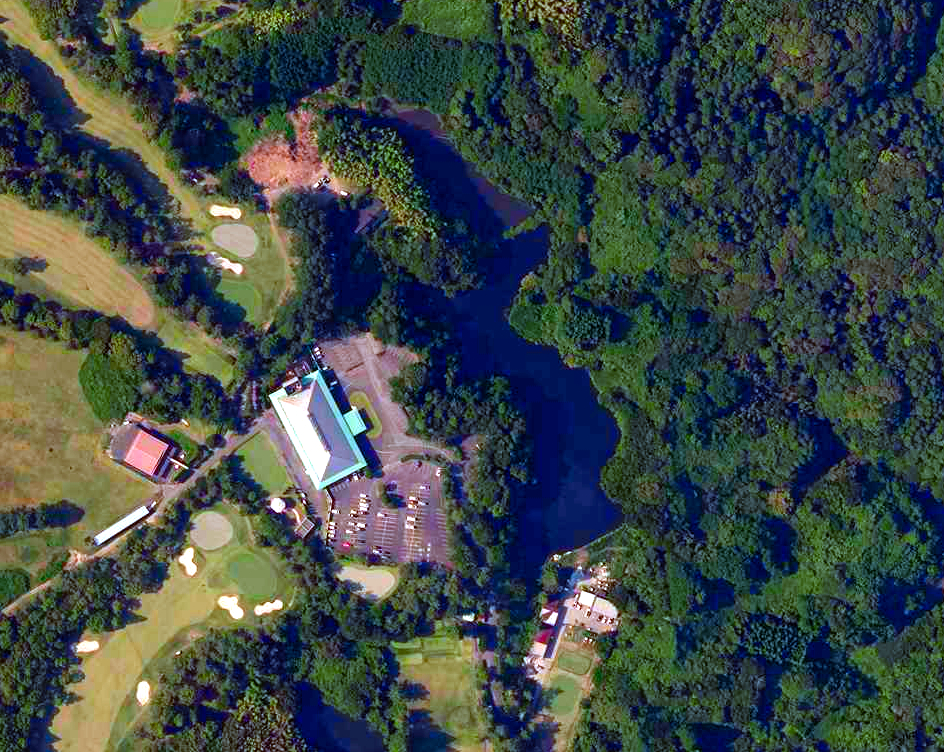
クラブハウス（左）と尾沢池（右）の航空写真（2020年6月16日撮影）

ゴルフ場名には、旧名称の「ミナミ菊川」および「ミオス菊川」、双方とも「菊川」の文字が入っている。しかし、ゴルフ場の近辺には菊川の支流が複数流れているものの、菊川の本流からはかなり距離が離れている。また、ゴルフ場の所在地も、静岡県菊川市ではなく、その西に隣接する静岡県掛川市である。
あえて「菊川」の文字を入れたのは、ゴルフ場開設当時、所在地が合併前の小笠郡大東町であったことと、最寄のインターチェンジが東名高速道路の菊川インターチェンジだけだったため、交通アクセスの利便性やわかりやすさに配慮したためである。しかし、1988年（昭和63年）になると掛川駅に東海道新幹線が停車するようになり、1993年（平成5年）には東名高速道路に新たに掛川インターチェンジが設置され、掛川市方面からのアクセス道路が改善された（静岡県道38号掛川大東線参照）。菊川インターチェンジからゴルフ場への道のりと掛川インターチェンジからゴルフ場への道のりはほぼ等距離である。そのため、現在では菊川市中心部からの交通アクセスと、掛川市中心部からの交通アクセスとの間に、ほとんど差異はない。

## 交通アクセス
鉄道
- 東海道新幹線：掛川駅
- JR東海道線：掛川駅
- 天竜浜名湖鉄道線：掛川駅

バス
- しずてつジャストライン掛川大東浜岡線「高瀬農業構造改善センター」停留所から徒歩約25分。（東海道新幹線・JR東海道線・天竜浜名湖鉄道線掛川駅から井崎経由大東支所／浜岡営業所行バスで約15分。）

道路
- 東名高速道路：菊川インターチェンジ・掛川インターチェンジ
- 新東名高速道路：島田金谷インターチェンジ・森掛川インターチェンジ

## 系列ホテル
かつてはパレスホテル掛川（静岡県掛川市）が系列ホテルであったが、現在はBBHホテルグループの傘下となっている。